# ケヴィン・アンダーソン
ケヴィン・アンダーソン（Kevin Anderson、1960年1月13日 - ）は、アメリカ合衆国の俳優。

## 出演作品
- 卒業白書 Risky Businesse (1983)
- 特捜刑事マイアミ・バイス Miami Vice(1985) テレビシリーズの1エピソード
- マイルズ・フロム・ホーム Miles from Home (1988)
- ブルース・ウィリス/イン・カントリー In Country (1989)
- 愛がこわれるとき Sleeping with the Enemy (1991)
- ホッファ Hoffa (1992)
- 愛の拘束 The Wrong Man (1992)
- ライジング・サン Rising Sun (1993)
- ロマンスに部屋貸します The Night We Never Met (1993)
- シークレット/嵐の夜に A Thousand Acres (1997)
- ファイアーライト Firelight (1997)
- シャーロットのおくりもの Charlotte's Web (2006)
- 天国は、ほんとうにある Heaven Is for Real (2014)